# حمد المطر
د. حمد محمد جاسم المطر (8 يوليو 1970 - )؛ نائب سابق في مجلس الأمة الكويتي، وحاصل على دكتوراة في الكيمياء الصناعية.
قاطع انتخابات مجلس الامة بعد تعديل عدد الاصوات من 4 إلى صوت واحد، تضامناً مع كتلة العمل الشعبي عام 2012.

## عضويات
- مدير مكتب الاستشارات والتدريب في كلية العلوم بجامعة الكويت.[1]
- عضو هيئة تدريس في جامعة الكويت - قسم الكيمياء.
- عضو هيئة تدريس في كلية الدراسات العليا.
- المستشار البيئي للمجلس البلدي.
- رئيس اتحاد الكيميائيين العرب عام 2005.
- رئيس الجمعية الكيميائية الكويتيه 2004 حتى 2006.
- رئيس منظمة السلام الأخضر الكويتية.
- المدير الأقليمي للاتحاد العربي للصناعات الكيميائية والبتروكيميائية.
- مدقق داخلي لنظم الجودة الادارية والبيئية.
- رئيس الهيئة الاستشارية البيئية في الوطن العربي.
- الرئيس التنفيذي للمشروع الوطني لتنمية الوعي البيئي.
- عضو مؤسس لرابطة المدربين لدول مجلس التعاون الخليجي.
- عضو الجمعية الكيميائية الأمريكية.
- عضو الجمعية الملكية الكيميائية البريطانية.

## أبرز المواقف في مجلس الأمة

### مجلس الأمة 2020
| استجواب الوزير حمد جابر العلي الصباح   | ضد الاستجواب |
| استجواب الوزير أحمد ناصر المحمد الصباح | مع الاستجواب |
| استجواب الوزير علي حسين الموسى         | ضد الاستجواب |